# Dret migratori
El dret migratori és el conjunt de normes de Dret Públic que regulen el trànsit internacional de persones (nacionals i estrangeres). Estableix les modalitats i condicions a les quals se subjectarà l'ingrés, permanència o estada i sortida d'estrangers, i allò relatiu a la sortida, emigració i tornada o repatriació de nacionals. El dret migratori es relaciona amb el dret del refugi, el dret internacional dels drets humans i el dret humanitari.
Històricament, la migració era regulada únicament per mitjà de normativa (legislació) nacional. Amb l'increment de la mobilitat humana global, els diferents Estats han començat a cooperar entre si, bo i dictant normes internacionals sobre aquesta qüestió, com la Convenció sobre la Protecció dels Drets dels Treballadors Migrants i els seus Familiars, o el Pacte Global per a una Migració Segura, Ordenada i Regular (el primer acord intergovernamental sobre la temàtica, signat sota l'auspici de les Nacions Unides al Marroc, el desembre de 2018).